# Пелагеја (певачица)
Пелагеја Сергејевна Ханова (рус. Пелагея Сергеевна Ханова; 14. јул 1986, Новосибирск) руска је певачица, оснивачица и солисткиња групе Пелагеја. Извођач је руских народних песама, романси и ауторских дела..

## Биографија
Пелагејина мајка, Светлана Ханова, бивша је џез певачица, позоришни редитељ и инструктор уметничког перформанса. Тренутно је продуцент и уметнички директор бенда њене ћерке. Није познато ко је Пелагејин отац. Девојачко презиме Ханова је било презиме последњед супруга њене мајке.
Иако су родитељи хтели својој ћерки да надену име Пелагија, у матичној књизи је грешком уписано име Полина. Грешка је исправљена када су јој извадили пасош. Певачица је добила име по својој прабаки.
Са четири године је први пут ступила на сцену. Са осам година се без полагања испита уписала у Новосибирску специјалну музичку школу при Новосибирском конзерваторијуму и тако постала први ученик-вокалиста у 25 година дугој историји школе. Године 1993. упознаје фронтмена групе Калинов Мост, Дмитрија Ревљакинима који је шаље на телевизијко такмичење Утренней звезды (Јутарња звезда). Тамо, са девет година, осваја награду за Најбољег руског фолк певача за 1996. годину.. Са 10 година је потписала уговор са дискографском кућом ФиЛи Рикордс, те се породица сели у Москву. Тамо је похађала Руску музичку академију Гнесиних, али и школу № 1113 са темељитим проучавањем музике и кореографије.
Стипендиста је фонда Юные дарования Сибири (Млади таленти Сибира). Учесница је међународног програма УН-а Новые имена Планеты. Учествовала је у званичним догађајима, али и у алтернативним програмима.
Године 1997, постаје члан тима Клуб весёлых и находчивых - телевизијској емисији у којој се два тима надмећу у досеткама и скечевима, чиме постаје најмлађи учесник у њеној историји (касније ће овај рекорд бити оборен).
На позив ћерке Бориса Јељцина, Татјане Дјаченко, говорила је на самиту Русије, Немачке и Француске.
У јулу 1999, на позив Мстислава Ростроповича учествовала је на музичком фестивалу у Швајцарској, заједно са Јевгенијем Кисином, Равијем Шанкаром, Патом Бурчуладзом и Би Би Кингом. У интервјуу за француске новине, оперска певачица Галина Вишневскаја је Пелагију назвала будућношћу светске оперксе сцене. Сама Пелагија напомиње на значајан утисак који је на њу оставила Галина.
Са четрнаест година је завршила средњу школу и након тога уписала Руски универзитет сценске уметности, смер- естрада.
 Исте године оснива групу која је касније названа по њој.
2004. се појавила у последњој епизоди телевизијског филма Есенин (Јесењин).
Заједно са глумицом Даријом Морозовом, певачица се појавила у трећој сезони телевизијског шоуа Две звезды (Две звезде). 2011. године, песма Ольга коју је извела заједно са Гариком Сукачовим и Даријом Мороз победила је у гласању емисије Достояние республики у издању посвећеном песмама Гарика Сукачова.
2009. године, осваја награду Најбољи женски извођач године по избору радио-станице Наше радио. У јануару 2010, учествовала је у руској изведби вокалне опере-импровизације Бобија Мекферина Бобле. Следеће године, глумила је у представи Заветная сказка, Николаја Борисова.
Од 2012. до 2014. била је ментор у телевизијском такмичењу Голос који се емитовао на Првом каналу. Ментори су такође били Леонид Агутин, Александар Градскиј и Дима Билан. Од 2014-2016 , учествовала је као ментор у Голос. Дети.
Године 2023. је по први пут наступила у Београду.

## Састав групеПелагеја
- Пелагеја Ханова - вокал
- Павел Дешура - гитара, аранжман, пратећи вокал
- Дмитриј Зеленски - бубњеви
- Александр Савиних - бас гитара
- Антон Ципкин - Бајан, клавијатуре

### Техничко особље групе
- Светлана Ханова - продуцент, текстови, аранжмани
- Сергеј Полубојаринов - режисер звука

### Музичари који учествују у пројектима групе
- Артур Серовски - удараљке
- Јевгениј Усцов - хармоника
- Александр Долгих - хармоника
- Владимир Белов - удараљке
- Павел Пичугин - бас
- Дмитриј Жданов - алт саксофон
- Никита Зељцер - клавијатуре
- Дмитриј Хохлов - друге удараљке
- Артјом Воробјов - акустична гитара
- Михаил Јудин - удараљке
- Роман Шелетов - бас
- Владимир Бусељ -бубњеви, удараљке
- Гребстељ (Сергеј Калачјов) - бас
- Дмитриј Симонов - бас
- Сергеј Небољсин - удараљке
- Алексеј Нечушкин - бас

## Дискографија
- 1999- Любо!
- 2003- Пелагея
- 2006- Сингл
- 2007- Девушкины песни
- 2009- Сибирский драйв
- 2010- Тропы

## Приватни живот
Пелагеја се 2010. удала за бившег режисера хумористичке серије Comedy Woman Дмитрија Јефимовича, али су се развели две године касније, па је певачица вратила старо презиме.
2016. године се удала за хокејаша Ивана Телекина. Церемонија венчања се одиграла у тајности. Певачица је због трудноће одбила да учествује у петој сезони Голос и новој сезони Голос. Дети.